# Себастьян Док'є
Себастьян Док'є (фр. Sébastien Dockier, нар. 28 грудня 1989) — бельгійський хокеїст на траві, срібний призер Олімпійських ігор 2016 року.

## Виступи на Олімпіадах
| Олімпіада           | Дисципліна     | Місце |
| ------------------- | -------------- | ----- |
| Ріо-де-Жанейро 2016 | хокей на траві | 2     |

## Зовнішні посилання
- Себастьян Док'є — олімпійська статистика на сайті Sports-Reference.com (англ.) (архівна версія)